# Elecciones municipales de 2019 en El Hierro
El 26 de mayo de 2019 se celebraron elecciones municipales en los 3 municipios de la isla canaria de El Hierro.  Ese día también se celebraron elecciones al Cabildo de El Hierro, al Parlamento de Canarias y al Parlamento Europeo.

## Resumen de alcaldías
| Municipio                                                                 | Con | 2019                           | 2020                           | 2021                           | 2022                           | 2023                           |
| ------------------------------------------------------------------------- | --- | ------------------------------ | ------------------------------ | ------------------------------ | ------------------------------ | ------------------------------ |
| Valverde                                                                  | 11  | Antonio Chinea (PSOE-NCa)      | Antonio Chinea (PSOE-NCa)      | Antonio Chinea (PSOE-NCa)      | Antonio Chinea (PSOE-NCa)      | Antonio Chinea (PSOE-NCa)      |
| La Frontera                                                               | 11  | Pedro Miguel Acosta (PSOE-PP*) | Pedro Miguel Acosta (PSOE-PP*) | Pedro Miguel Acosta (PSOE-PP*) | Pedro Miguel Acosta (PSOE-PP*) | Pedro Miguel Acosta (PSOE-PP*) |
| El Pinar                                                                  | 9   | Juan Miguel Padrón (PSOE)      | Juan Miguel Padrón (PSOE)      | Juan Miguel Padrón (PSOE)      | Juan Miguel Padrón (PSOE)      | Juan Miguel Padrón (PSOE)      |
| (*): Al final de la legislatura, el partido en gobierno quedó en minoría. |     |                                |                                |                                |                                |                                |

## Valverde
|                        | Candidatura | Candidatura                                         | Votos | %                               | Concejales                      |
| ---------------------- | ----------- | --------------------------------------------------- | ----- | ------------------------------- | ------------------------------- |
| Valverde 11 concejales |             | Partido Socialista Obrero Español (PSOE)            | 918   | 30,21                           | 4                               |
| Valverde 11 concejales |             | Agrupación Herreña Independiente (AHI)              | 777   | 25,57                           | 3                               |
| Valverde 11 concejales |             | Partido Popular (PP)                                | 633   | 20,83                           | 2                               |
| Valverde 11 concejales |             | Nueva Canarias-Frente Amplio (NC-FA)                | 527   | 17,34                           | 2                               |
| Valverde 11 concejales |             | El Hierro Puede-Izquierda Unida Canaria (PUEDE.IUC) | 157   | 5,17                            | 0                               |
| Valverde 11 concejales | En blanco   | En blanco                                           | 27    | 0,89                            |                                 |
| Valverde 11 concejales | Votos nulos | Votos nulos                                         | 17    | Participación: \| \| 76,08 % \| | Participación: \| \| 76,08 % \| |
| Valverde 11 concejales | Votantes    | Votantes                                            | 3 056 | Participación: \| \| 76,08 % \| | Participación: \| \| 76,08 % \| |
|                        | 76,08 %     |                                                     |       | Participación: \| \| 76,08 % \| | Participación: \| \| 76,08 % \| |

## Resto de municipios
| Municipio | Municipio                          | Partido | Votos  | %      | Concejales |
| --------- | ---------------------------------- | ------- | ------ | ------ | ---------- |
|           | El Pinar de El Hierro 9 concejales | PSOE    | 536    | 47,27% | 5          |
| AHI       | El Pinar de El Hierro 9 concejales | 218     | 19,22% | 2      |            |
| PP        | El Pinar de El Hierro 9 concejales | 166     | 14,64% | 1      |            |
| NC-FA     | El Pinar de El Hierro 9 concejales | 152     | 13,40% | 1      |            |
| PUEDE.IUC | El Pinar de El Hierro 9 concejales | 54      | 4,76%  | -      |            |
|           | Frontera 11 concejales             | PSOE    | 857    | 38,50% | 5          |
| AHI       | Frontera 11 concejales             | 618     | 27,76% | 3      |            |
| UF        | Frontera 11 concejales             | 377     | 16,94% | 2      |            |
| PP        | Frontera 11 concejales             | 273     | 12,26% | 1      |            |
| PUEDE.IUC | Frontera 11 concejales             | 55      | 2,47%  | -      |            |
| NC-FA     | Frontera 11 concejales             | 33      | 1,48%  | -      |            |